# 2インチVTR

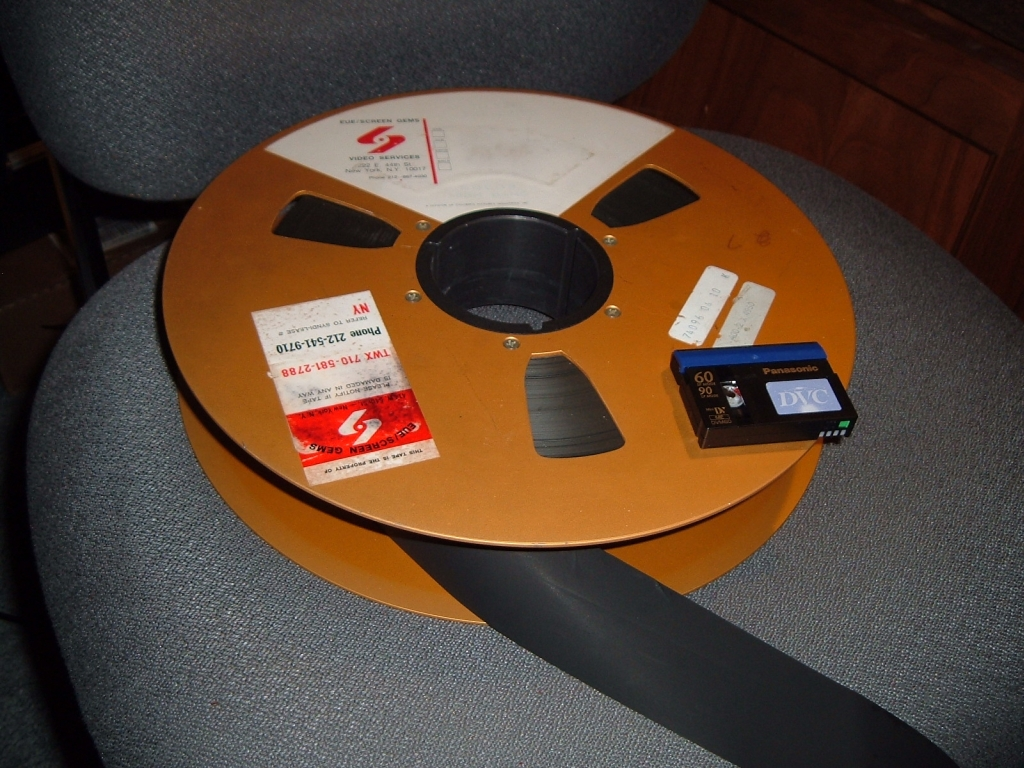
2インチVTRテープ

2インチVTR（2インチ・ヴイティーアール、英語：2-inch video tape recorder）は、2インチ（50.8mm）幅の磁気テープに映像を記録する規格であり、4個のビデオヘッドにより記録再生を行ったので4ヘッドVTR（英語：Quadruplex）とも呼ばれる。オープンリール方式である。

## 概要
世界初の実用・商業用ビデオレコーダの規格であり、1956年にアメリカのアンペックス社によって開発され、アメリカのテレビ局で採用された他、日本などの各国のテレビ局でも採用され、放送用VTRの主流となり、1インチ方式が普及する1980年頃まで世界中の放送局で録画に使われ続けた。

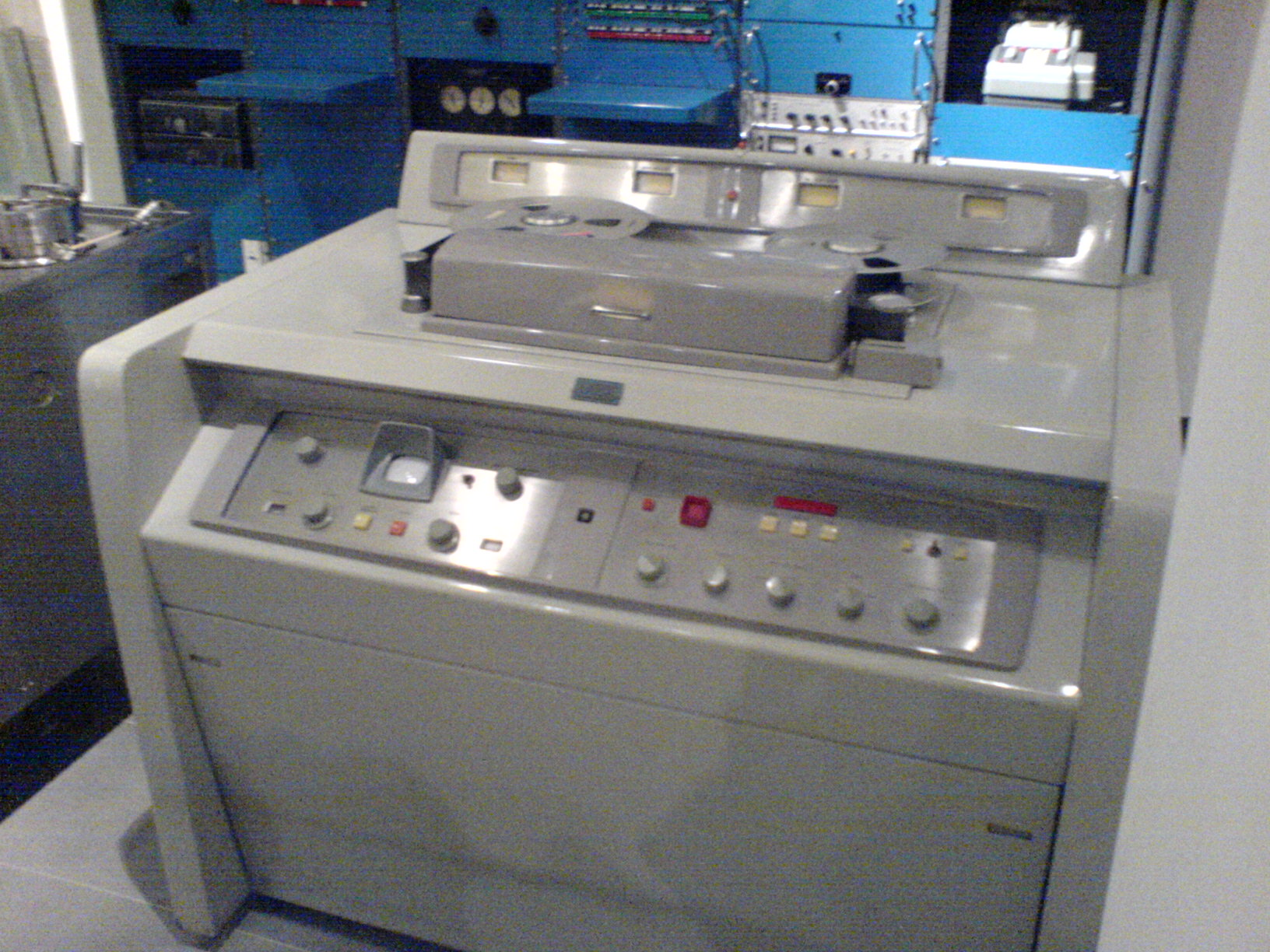
アンペックス社の「VR-1000」

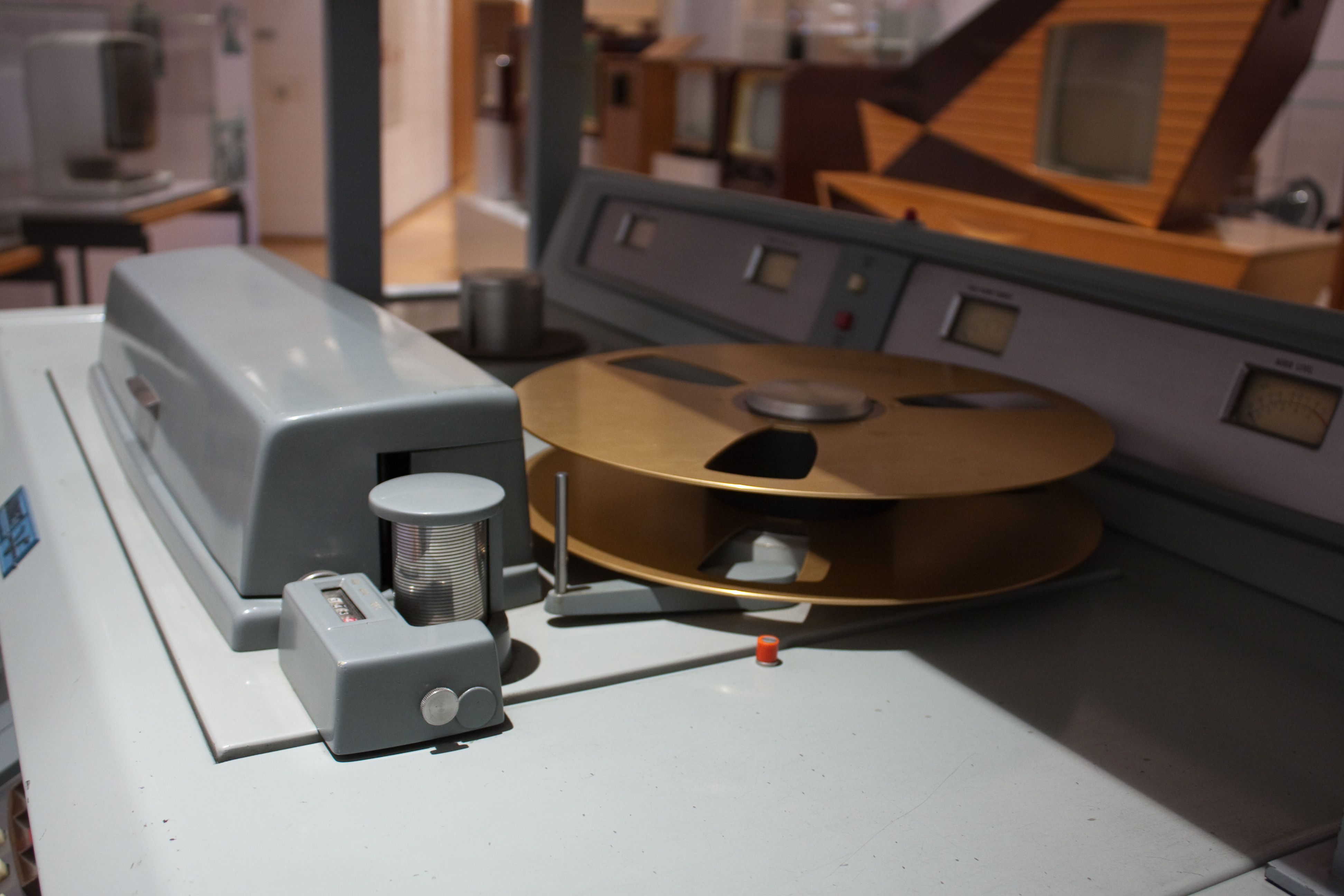
VR-1000の別角度の写真

この規格のビデオレコーダー（テープ方式なのでビデオテープレコーダ）の最初のものはアンペックス社の「VR-1000」である。大きなジュークボックスほどの大きさがあった。後にソニーがこの方式で試作した試作機などではその数倍のサイズの巨大なものであった。トランジスタ化が進んだ最終モデルの製品でも事務机程度のサイズがあった。当初はモノクロームの記録・再生のみであった。
なお、2インチVTRのテープは最初から生産終了までつねに大変高価だったので、テープが使いまわされることが多々あり、これに録画された映像は、たとえ貴重なものでも保存されず消去されてしまったものも多い。

### カラー対応
1957年後半にアメリカのRCA社独自のカラー化改良によりカラーテレビ信号の記録再生が可能になり、すぐにアメリカのNBCで実用化された。アンペックス社製のVTRは1957年末にはCBSで23台、ABCで11台が稼働していた。
1959年初め、アンペックス社はRCA社のそれとは別の新しいカラー記録方式を開発。アメリカのRCAもこれに合意し、これがカラー録画の標準フォーマット（後にローバンド記録方式と呼ばれる）となる。このVTRはすぐにアメリカのNBCで使用された。なお、前記のRCA社が独自に開発したのは標準方式と違うためにこのVTRでの再生はできない。現在、RCA社独自開発のカラー再生機はアメリカに2 - 3台程度あるのみである。
ローバンド記録時代はテープの記録トラックに添ってカッターで手切り編集していたが、これは技術的に大変難しく手間もかかり、日本では1箇所繋ぐだけでも当時の料金で3万円と非常に高価だった。
1963年、アンペックス社がフレーム単位でのレコードコントロールが可能なEDITEC（電子ビデオ編集機）を発表、1964年にはカラーハイバンドVTR「VR-2000」を発表。ハイバンド記録方式が開発されたことにより高画質化が実現し、この方式で映像を相互コピーしても画質の劣化が以前のローバンド方式よりも非常に少なくなったため、ある程度のコピー編集が実用化される様になった。
1971年にタイムベースコレクタが登場してからは、本格的な電子編集が可能になり、1972年にはスーパーハイバンド記録方式が開発され、画質が向上しタイムコードの記録もできる様になった。

## 技術詳細

### メカニズム

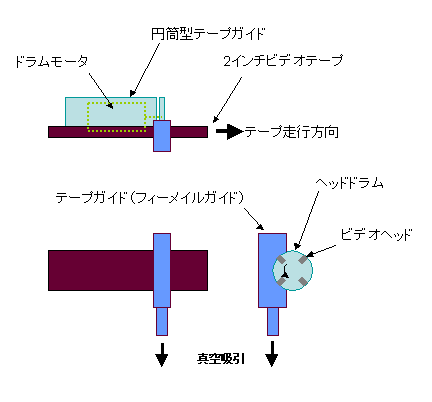
（図1）：2インチVTRのヘッド機構概念図

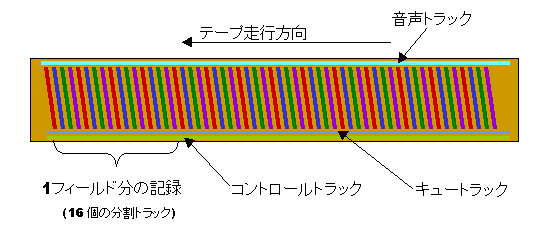
（図2）：2インチVTRの記録されるトラック配置の概念図

2インチ（50.8mm）幅のビデオテープをテープ移動方向に軸を持つ円筒面に磁性面を沿わせて走行させる。この円筒面と同軸に、4個のビデオヘッドを90度おきの放射状に取りつけたディスクを14400rpm（240Hz）で回転させる（図1）。テープの円筒への巻きつけ角度は90度強であり4個のヘッドを次々に切り替えることにより常時いずれかのヘッドがテープと接し、セグメント化した記録トラックを形成できる。テープ上下端への記録は不安定になることと、音声およびサーボ制御トラックを設けるため、実際の記録幅は約1.8インチほどとなっている。図2にテープ磁性面から見た記録の配置の概念図を示す。図の色分けは4個のヘッドがそれぞれ記録する分担を示す。音声トラックおよびコントロールトラックについては後述。
NTSC方式は60フィールド/秒で記録するため、1フィールドを縦方向に16のセグメントに分けて記録することになる（垂直ブランキング区間を含む）。ヘッドとテープの相対速度は約40m/sに達し、約13MHzまでの磁化反転を記録できた。回転ヘッド機構は凹型のガイド（フィーメールガイド）側から真空ポンプを用いてテープを吸引し、安定したヘッドとテープの接触を保つようになっていた。このヘッド機構は極めて精密な加工組み立て精度を要する。磨耗したヘッドの交換は精密な測定器を持つ工場で行う必要があるため、ユーザーはヘッド機構単位で予備を持つのが普通だった。回転ヘッドの他に、テープ送り機構として供給・巻取リールメカニズム、キャプスタンとピンチローラ機構、テープの弛みを押さえて張力を安定させるためのテンションアーム機構、音声およびサーボ信号を記録するための固定ヘッド等を備えた。

### ビデオ信号処理
映像信号のような広帯域（NTSCで数10Hz - 4.2MHz）の情報を磁気記録するには、ベースバンド信号のままでは困難である。これは磁気記録では記録する周波数に比例して記録再生出力が高くなり、たとえイコライザ回路を使用してもフラットな周波数特性が得られないためである。このため2インチVTRの出現以前のVTRでは多チャンネル記録方式、すなわち多数の固定ヘッドに信号を分割し1組のヘッドあたりの帯域を押さえようとしていた。
しかし、AMPEX社の開発チームはビデオ信号を周波数変調してテープに記録する方式を発明した。FM変調の周波数偏移は初期のローバンド機で約4 - 6MHz、カラー用のハイバンド機は約7 - 10MHzであり周波数特性はイコライザで補償することができた。
なお、このAMPEX社の開発チームのリーダーはチャールズ・ギンズバーグ（Charles Ginsburg）だった。また、このチームにはまだ学生だったドルビー研究所の創設者レイ・ドルビーが加わっていた。

### オーディオ記録
音声信号の記録はオーディオテープレコーダーと同等の技術で、固定ヘッドでテープの端部に長手方向記録を行った。

### テープ走行制御
ビデオ信号に同期したコントロール信号を記録するコントロールトラックを音声トラックと同様な方式で記録し、再生時にはコントロール信号を元にキャプスタンの送り速度を制御するとともに回転ヘッドとの同期を取り正しいタイミングでビデオヘッドが記録トラックをトレースできるような制御を行った。
これらの広帯域信号の記録技術および精巧なメカニズムの制御技術には真空管を用いた、当時の電子回路としては特に高度なものだった。後に電子回路はトランジスタや集積回路で置きかえられたものの、基本的な技術は変わることなく用いられた。しかも、その後の1インチVTRも信号処理やテープ走行制御の基本技術は本方式を継承発展させたものであり、この技術が先進的なものだったことを物語っている。AMPEXは基本特許を広範に取得したため、芝電気（現：日立国際電気）やNECなどの国内メーカーは自社生産を行うためライセンス料を支払って技術導入をしていた。一方、家電メーカーはアンペックスの特許にとらわれずにVTRを生産できるようにヘリカルスキャン方式の開発に注力し、EIAJ統一I型、3/4インチのU規格（Uマチック）などを経て1/2インチのベータマックスやVHSを生み出した。

## 日本国内での導入の歴史

### 1950年代の紆余曲折
日本でも、2インチVTRが導入される以前から、VTRの試作を行っており、1955年頃よりオーディオテープを使用した画像記録が研究されており、1956年の技研公開で展示された。1958年5月にはNHK技研により8ヘッドのうち4ヘッドを使用したVTRの試作機が発表された。

### 2インチVTRの日本での導入の開始
しかし、2インチVTRがアメリカの放送局で納入・実用化されたのを受け、日本国内でも導入され始めるようになる。
先ず最初に、1958年4月28日に、当時の大阪テレビ放送（OTV、後に朝日放送へ吸収合併される）が大阪本社、東京支社がそれぞれ1台ずつ導入され、続いて、当時のラジオ東京テレビ（現：TBSテレビ）が同年5月29日に2台、在京局で初めて導入し、同時期にNHK技研も導入した。OTV、KRT共にアメリカのアンペックス社製の白黒専用で、当時の価格で1台2500万円だった。以後、在京・在阪局を中心に順次導入が進み、1959年3月時点では、27台のVTRが稼働していた。日本での導入に伴い、試作する企業も現れ、1958年8月にソニーが実験機を公開。1959年3月には、芝電気も同規格のVTRを実用機公開した。

### カラーの2インチVTRの導入開始
また、カラーVTRは、1959年10月23日に、日本テレビ（NTV）がアメリカのRCA社から1台購入したのが最初で、当時は約3千数百万円したという。同局は同VTRを、翌々月（12月）の3日からスタジオ収録と番組送出の双方で稼働を開始している。1960年2月にはNHKがアンペックス社のカラーアダプターを付けたカラー化を2台行い、同月より稼働開始。同月27日には、この日の東京教育テレビのカラーテレビ実験放送枠で、自局初のカラーVTR収録による番組「ミュージカルショー『春夏秋冬』」を放映した。その後、1964年発表のカラーハイバンドVTR「VR-2000」は1966年にNHK、ラジオ中国（現：中国放送）、TBSが、1967年に日本テレビ、読売テレビ、日本教育テレビ（NET、現：テレビ朝日）と順次導入。1968年には、国産ハイバンドVTRの芝電気 SV-7700が開発された。又、アンペックス社は1966年3月に主に地方局向けのハイバンドカラーVTR「VR-1200」を発表し、日本ではそれから1年後から静岡放送、長野放送を始め、多くの地方民放テレビ局に導入された。
1960年頃からは、芝電気（現：日立国際電気）やNECでも国産化されるようになり、東芝もアメリカのアンペックス社と提携して1964年に合弁会社「東芝アンペックス」を設立して、アンペックス社製のライセンス生産を国内で行うようになった。なお同社は1982年9月、業績不振を理由に解散している。
この2インチVTRは、1974年に1インチVTRが登場するまで、放送局の録画再生用の主力機器だった。

## 年表
- 1956年：アメリカのアンペックス社（AMPEX）が「VR-1000」を1号機として発表。
- 1957年：アメリカのRCA社独自のカラー化改良によりカラーテレビ信号の記録再生可能に。
- 1958年
  - 4月28日：大阪テレビ放送（OTV、後に朝日放送へ吸収合併される）が前述のVR-1000を大阪本社、東京支社に日本で初めて各々1台ずつ導入。
  - 5月29日：ラジオ東京（現：TBSテレビ）がVR-1000を2台、在京局で初めて導入。6月8日に放送で使用開始[2][3][4]。NHK技研も導入した。
  - 6月1日：VTRを使用した日本初のテレビドラマ『ちんどん屋の天使』（大阪テレビ放送）が放送される。
  - 7月17日：NHKがアンペックス社製VTRによる初放送。
  - 11月：関西テレビが開局と同時にVR-1000A型を2台導入[11]。以降、1962年3月と11月に芝電気SV-7600C型を導入。
  - 12月：東通工（ソニー）がアンペックス方式（2インチテープ使用）による初の白黒放送用VTRを完成。
  - 11月：NHK技研がVTRを試作。12月より放送に使用。
- 1959年
  - 芝電気がアンペックス互換機を実用化。北海道放送東京支社に納入。
  - アンペックス社はRCA社のそれとは別の新しいカラー記録方式を開発。RCA社もこれに合意し、これがカラー録画の標準フォーマット（後にローバンド記録方式と呼ばれる）となる。
  - 2月5日：富士写真フイルムの試作ビデオテープがNHK技術研究所で初めての録画再生テストに成功[12][13]。
  - 3月26日：芝電気がVTR実用機の公開実験に成功。
  - 10月23日：日本テレビがカラーVTRを、アメリカのRCA社から日本で初めて納入[5]。
  - 12月3日：日本テレビ、日本初のカラーVTR放送『ペリー・コモ・ショー』（Perry Como's Kraft Music Hall）（アメリカのNBCからダビングされたカラービデオテープを再生）放映[6]。又、同日、局内のスタジオで、日本初のカラーVTRを使った収録を開始。
  - 12月5日 日本テレビ、2日前に、日本国内のスタジオにおける初のカラーVTR収録を行ったドキュメンタリードラマ番組『シャープクライマックス 人生はドラマだ』第9回「ダニエル建・井上」放送[6]。
- 1960年
  - 2月：NHKがアンペックス社よりカラー付加装置を2台導入。2台のVTRがカラー対応になる[7]。
  - 2月27日：NHKが、この日の東京教育テレビのカラーテレビ実験放送枠で、自局初のカラーVTR収録による番組「ミュージカルショー『春夏秋冬』」を放映した[7][8]。
  - 6月：朝日放送がアンペックス社カラー用VTR、VR-1000B型を導入[14]。
  - 10月：TBSがカラー付加装置を導入[15]。
- 1961年
  - 1月：日本教育テレビ（現：テレビ朝日）がアンペックス社VR-1000C型を導入。
  - 3月：NHK技研、色度線順次方式カラーVTR用アダプターを完成、安定度試験を実施。
  - 7月：テレビ西日本が導入（機種不明）、1962年10月に2台目を導入[16]。
  - 8月16日：NHK、線順次カラーアダプターを芝電気製VTRと組み合わせて本放送に使用。
- 1962年
  - 期日不明：東北放送がアンペックス社VR‐1000Ⅽ型を導入、翌年には芝電気製SV7600C-2型を導入[17]。
  - 11月：新潟放送が日本電気製TT-1型を導入。1964年に芝電気製SV-7624型を導入。
- 1963年
  - アンペックス社がフレーム単位でのレコードコントロールが可能なEDITEC（電子ビデオ編集機）を発表。
  - 7月26日：富士写真フイルム、東京電気化学工業（TDK）、技研の技術協力でテープの量産化に成功。NHKに納入。11月16日放送に初使用[18]。1964年には民間放送連盟の承認を受け、各テレビ局への納入を開始した。ソニーもテープ発売。
- 1964年
  - 期日不明：カラーハイバンドVTR、VR-2000を発表。トランジスタ初採用、アナログTBC搭載、ローバンド機より記録周波数を高くしたハイバンド機で、翌々年（1966年）から日本にも導入される。
  - 10月初旬：TBSが東京オリンピックを控え、この時点で既に、VTRのカラー対応が装備される[注 2][19][20]。
- 1965年
  - 4月：ビデオテープ自動編集装置の実用化試験開始。
  - 9月28日：東芝アンペックス社、ハイバンドのカラーVTR（VR-2000）発表公開。
- 1965年12月：NHK、VTR自動編集装置を大型時代劇などで使用開始[21]。
- 1966年
  - 3月：アンペックス社、中小規模のテレビ局向けのオール・トランジスター式のハイバンドカラーVTR、VR-1200を発表[10]。後に、日本でも多くの地方民放局で使用される。
  - 5月16日：NHK、アンペックス社製のカラー用ハイバンドVTR、VR-2000を初使用[22]。
  - 10月20日：ラジオ中国（現：中国放送）、東芝アンペックス社製のVR-2000を導入、稼働開始[23]（日本でのハイバンドVTRの民放での導入は恐らく初）。
  - 12月：TBS、アンペックス社製のVR-2000を導入（翌年6月には同型もう1台を追加導入）[24][25]。
- 1967年
  - 富士写真フイルム、カラー放送用ハイバンドビデオテープH700発売。
  - 2月17日：日本テレビがアンペックス社製のVR-2000Aを導入・設置[26]。
  - 3月：日本教育テレビが東芝アンペックス製ハイバンドカラーVTR、VR-2000型を導入[27]。
  - 3月：東北放送が芝電気製SV7600C-2型にカラー付加装置を導入。
  - 4月17日：静岡放送、アンペックス社のハイバンドVTR VR-1200を使った、自社VTR送出によるカラー放送を開始[28]。
  - 6月：テレビ西日本がアンペックス社のハイバンドVTR VR-1200を導入。
  - 7月：関西テレビがハイバンドカラーVTR、VR-2000型を2台導入[11]。
  - 10月11日：読売テレビ、東芝アンペックス社製の2インチのハイバンドVTR、VR-2000型を購入、設置[29]。
- 1968年：国産初ハイバンドVTRの芝電気製SV-7700型が発表[30]。
  - 7月：東北放送が芝電気製SV-7700型を導入。
- 1969年
  - 9月：福島テレビ、アンペックス社のVTR VR-1200Bを導入しカラー放送開始[31]。
  - 11月：東京12チャンネルがVTR（VR-2000Bを2台）でのカラー放送開始。70年3月にはさらに2台増設。
- 1971年：日立電子・芝電気製SV-7400型発表。タイムベースコレクタを搭載し、本格的な電子編集が可能になる。
- 1972年：スーパーハイバンド記録方式が開発され、画質が向上しタイムコードの記録もできる様になった。

## 2インチVTRの弱点
装置は大型で重く、設置場所が限られた。環境変化にも敏感で、注意深く防塵・空調された環境を必要とした。装置そのものも高価である上に機器のメンテナンス料も高く、テープ消費量も多くコストも膨大だった。
1インチ時代以降のVTRで収録された番組の保存率が比較的高いNHKですら、2インチ時代では放送済みのテープは原則として映像を上書き消去した後、他の番組の収録のために再利用しており、1970年代以前の放送記録の多くが保存されていない理由の一つでもあった。1960年代からNHK番組に出演していた眞理ヨシコによれば「君たちの給料（ギャラ）じゃ録り直しが出来ないぞ」という趣旨の弁を制作スタッフから脅しの様に言われ、一発録りが強制であり、他のタレントもこぼれ話で同様の弁を述懐することがある。
現在、『NHKアーカイブス』で放送される1970年代中盤前後の番組の中には、当時のテレビ番組を家庭用ビデオ（VHS・ベータ・Uマチック等）で録画したものをコレクションしていた番組の制作関係者・出演者・視聴者から寄せられ、映像補正された作品もかなりある。なお、『若さとリズム』という1965年のカラー番組については、奇跡的に局内で発見された2インチのカラービデオテープを元に修復された素材（第1回/1965年10月16日放送）が2006年に放送されたが、この2インチVTRの再生に使われたNHK放送博物館に置かれた局内唯一の再生機が2009年に設計寿命経過により故障して使用不能となった。

### テープ
1958年に日本で初めて2インチVTRが使われ始めた時は、録画・再生用のテープはアメリカの3M社製（Scotchブランド）の輸入品しかなかった。2002年に刊行された『TBS50年史』（東京放送：刊）の122ページには同局で初めてVTRを購入した際のことが記述されており、その中に、テープは当時30分の物が10万円と極めて高かった為（現在の貨幣価値に換算すると数倍-10倍程度）、当初は30分テープ7本と1時間テープ3本で運用したとの記述がある。
1959年になると、TDKと富士写真フイルムの2社がテープの試作に成功。放送技術研究所の協力も受けながら量産化の準備としたが、塗布ムラやドロップアウトの問題もあり4年後の1963年後半になってNHKに納入された。1964年に初めて国産ビデオテープが富士フイルムから発売され、翌年にはソニーからも国産の同テープが発売された。発売当初から発売終了（1980年頃）まで、1時間用のテープが1本約10万円もしたが、それでもアメリカの3M社製の輸入品に比して安くなった。
その後東芝の1ヘッドヘリカルVTR、日本ビクターの2ヘッドヘリカルVTRの発表が相次ぎ、東京オリンピックを控え、大量のVTRの導入の必要があった。NHK内の技研、施設局、現業技術局の専門家を動員したVTR調査会が設置され、4ヘッドVTRとヘリカル走査の1ヘッドVTR（東芝）、2ヘッドVTR（日本ビクター）を実体調査し、国際的な互換性を重点に考え、放送用としてはアンペックス型の4ヘッドVTR規格の採用を決定した。1964年、アンペックス互換機をNHKの標準機とし、東京オリンピック終了後地方局での使用のため30台を芝電気とNECに発注した。
静止画やスローモーションの再生は原理上できなかった。1960年代までは本格的な電子編集が可能な機種は存在せず、番組収録時は録画開始から終了までテープを回し続けなければならず、1シーンでも失敗すれば最初から撮り直しとなった。止むを得ず編集が必要な場合は、上司の決裁を仰いだ上でテープの記録部分をルーペで確認しながら見当を付けて剃刀の刃でテープを切断して貼り合わせていた。
『ジャズ旋風』（三一書房）によると1959年8月からアンペックス製VTR編集機が導入され編集が可能となったがテープに磁気鉄粉を刷毛で塗って編集パルス（編集可能な限定された点）を肉眼で探し出し、髭剃り用フエザーの片刃で切って スプライステープで貼ってつないでいた。編集個所で映像が乱れたり、ノイズが出るリスクがあり、スプライ個所のあるテープは放送には再使用しなかった。1時間番組での編集個所は4箇所に限定されていた。スプライスのない部分を15分番組で再使用できるからである。編集費は1箇所15000円で 4箇所編集すれば60000円となり、カミソリの入ったテープは再使用できないのでテープを番組で買い上げていた計算となる。編集個所のないテープは20〜30回使用された。ローバンド機時代はこれが唯一の編集方法であり、おおまかなコピー編集は、ハイバンド機の登場を待たねばならなかった。1961年頃より、VTR使用の番組が増えたが生放送でスタートした気分が持続していて放送後のVTRテープを保管しておく習慣はまったくなかった。2次使用を考えた人も全く居なかったから特殊な番組以外は残っていないとのことであった。
1967年時点では、NHKではどんな番組でも放送後1週間は保存で、民放でもレギュラー番組は原則として1か月保存だが、それ以後の処理は厳正にしていた。スペースがなく、テープ自体の値段も高価で経営の合理化にも響く上、30分のテープで7万円、100回の利用価値があった。NET（現：テレビ朝日）ではこの2年半前まではできる限り保管していたが、3万巻を超えてスペース上の限界となり、放送素材保存廃棄委員会を設けて厳しく審査するようになったとしている。公開番組や歌謡番組、29分未満の番組などは必然的に消していた。保存廃棄の基準は人気作品で再放送が考えられるもの、資料価値になりそうな話題作、というのが条件であった。また、TBS『歌謡曲ベストテン』などは商品価値はその場限りのものと判断されて廃棄されていた。保存作品にはドラマ関係がやはり多いが、「せいぜい本数にして1局1500〜1600本がいいところ」（TBSの話）となると限度があり、保存されていくのは必然的に大型ドラマ中心となっていた。2年程度の保存も全体の100倍、永久保存となると1000本に1本の割合であった。
このように当時のVTRは、番組制作には生放送番組の同時収録以外には非常に使いにくく、業界では時代劇・刑事ドラマ・特撮作品などのドラマやドキュメンタリーなどを映画と同じくフィルムで制作していた。また、報道やスポーツ関係の映像資料の保存にも、キネコで記録したフィルムが活用された。例えば、1963年12月31日に放送された『第14回NHK紅白歌合戦』では、映像の記録媒体としてキネコフィルムが使われた。この他にもNHKの『新日本紀行』など、フィルム収録であったために、当時の映像が多数現存している番組がある。
なお、民放局でも、大半の局では2インチ時代の番組のVTR映像は、ごく少数しか保存されていないとされる（当時は消耗品ではなく固定資産として扱われていたため、ビデオテープが課税対象とされ、節税のために廃棄するケースも多々あった）。1990年代でも保存が徹底されておらず消去されたものが多い。放送局によって保存映像のジャンルに差がありTBSはドラマ、演芸や歌謡番組（『落語研究会』、『8時だョ!全員集合』、『日本レコード大賞』）、フジテレビは競馬中継（関西テレビも含む）、日本テレビはプロレス中継、テレビ東京は懐メロ歌謡（『なつかしの歌声』）、教養番組（『人に歴史あり』）が1960年代〜1970年代初めでも多数保存されている。全般的に多いのはドラマ作品やボクシングの世界選手権で、音楽番組やバラエティ番組などもあり、CS放送での再放送・ネット配信や著名な芸能関係者が死去した際の追悼番組などで見ることができる。
ちなみに『TBS50年史』の307〜8ページには、1969年になると、TBSがビデオテープの管理にコンピューターを導入し始めた時のエピソードが記されている。この当時、初任給が4万円の時代でビデオテープは60分で一本10万円の状況下で、増大するテープ費用が大きなコスト負担となっており、録画に始まる一連のテープ作業は1日200件以上に達していた上、テープの購入費用だけでも当時1期（半年）で総額約5500万円も費やしていた。その経費を削減する為に、複雑多岐なビデオテープ管理の円滑化と在庫適正化を進めることを目的に、それを管理するコンピュータシステム FACOM 231を導入し（後にIBM360-40へ移行、その際にシステムの一部を改良）、最終的にはテープの購入費用を約3分の2まで削減。更に、それまでのカミソリや専用カッターによる編集に代わり、テープを切断しない電子編集が本格的に開始されたことから、テープの再利用率が高くなったことが記されている。

## 現在の状況
2インチVTRを再生可能な機器は世界的に減少している。補修部品の供給も困難になりつつあり、テレビ番組のアーカイブ化を国際的に推進する機関である国際テレビアーカイブ機構（FIAT/IFTA）では、2005年に発表した声明の中で映像資産継承のリスクの一つとして2インチVTRの問題を指摘している。
FIAT/IFTAが2002年にまとめたところでは、世界の主要な放送局が保有する2インチVTRテープが約22万本存在するうち、他フォーマットへの変換作業が終了しているのは約6割弱に過ぎない。残された2インチテープについても経年劣化が進んでおり、機器の老朽化と共に映像の再生が困難になるリスクが増加している。

### 日本
2019年現在、日本で存在が確認されている日本製2インチVTRの実製品は以下のとおり。かつてはNHK放送博物館の1台しか現存しないとも言われていたが、2010年代に入り相次いで存在が確認された。
- 芝電気（現：日立国際電気）製SV-7400型（1971年発表、ハイバンド・ローバンド共に再生可能） - NHK放送博物館所蔵[41]
- 芝電気製SV-7600C2型 - 国立科学博物館所蔵[42]
- 芝電気製SV-7800型（1973年購入） - 日本大学芸術学部所蔵[43]
- 芝電気製SV-7400B型 - 登別映像機材博物館（夏季のみ開館）所蔵（澤田隆治元所有）[44]

近年では2009年4月、NHKで新たな2インチ収録のビデオテープが発見され、前述のSV-7400型で再生を試みたところ機器の老朽化のために再生ができなかったという。このため一時日本では2インチVTRが再生可能な環境が失われていた。ちなみに、このビデオデッキで再生が成功した最後の番組は、下記に記されている『若さとリズム』であり（再生は2006年）、この再生されたテープはD3-VTRのデジタルVTRにコピーし修復され2007年1月14日に総合テレビ『NHKアーカイブス』で放送された。
2014年に日本大学芸術学部放送学科教授・落合賢一らにより、同大学の倉庫に保管されていたSV-7800型1台が部品の再組み立ての上再生可能な状態にまで修復された。2014年現在この1台のみ、日本国内で唯一2インチVTRを再生可能となっている（一般公開およびダビング業務は行っていない）。
国産以外の2インチVTRとしては、東京テレビセンターからレトロエンタープライズに寄贈されたアンペックスAVR-3型（1978年製造）の存在が確認されている。日本国内にもまだ数台が現存すると推測されるが、稼動可能な状況にあるかどうかは不明である。なお、レトロエンタープライズでは海外送りでダビング作業を行っている。
これらの事情から以下に掲げるのを始め、日本で2インチVTRで収録された番組作品は全て1インチ、U規格、ベータカム等のアナログVTR、D2・D3・D5・デジタルベータカム等のデジタルVTR、LTO・XDCAM等のデジタルストレージにダビングされたものが、現在放送用等の再生に使われている。

## 現在も残されている主な2インチVTR番組作品

### アメリカ合衆国
- エド・サリヴァン・ショー（白黒・カラー。CBS、1957年10月13日 - 1971年6月6日。一部は残っていない）

1957年10月13日の放送分から、アメリカ内での時差放送のために2インチVTRの使用を開始。1965年9月頃からカラー化される。1964年2月9日からビートルズが3週間連続で出演した放送回は、海賊版対策の観点上、バップや東芝EMIからビデオソフト化された。この番組でもVTR使い始めの時は放送が終了すると同時にテープを消して使いまわしていたが、初めてVTRを使った1957年10月13日の番組の2インチビデオテープは残っていたという。なお、現存する同番組の2インチビデオテープの多くはエド・サリヴァン自身が自宅に設置してあった2インチVTRで残していたと言われている。
- "Dedication Day NBC Washington May 22,1958"（カラー、NBC系列のWRC-TV、1958年5月22日）

NBCの系列局WRC-TVの新社屋の開所式典の生放送。世に現存する最古のカラービデオテープと言われている。この番組の録画は制作を行ったWRC-TVではなく、同時にカラーでネットをしていたNBCのバーバンクスタジオ（カリフォルニア州）で行われた。同スタジオでは、1958年4月28日に9台のカラーVTRが装備されたという。
この式典には、当時のアメリカの大統領ドワイト・D・アイゼンハワーが来賓として祝辞を述べている。このデジタル・リマスタリングされたビデオテープはNBCは勿論のこと、カンザス州のアイゼンハワー・ライブラリーにも保存されている。局の演出により最初は白黒映像で、途中からカラー映像になっている。
- Kraft Music Hall（カラー、NBC、1958年10月8日 - 1971年）

多数の放送分がカラーで保存されているものの、当番組の最古のビデオテープでの保存は、2022年までは、1959年のが最古とされていた。しかし2023年に、Milton Berleがこの番組を司会をしていた時期の1本である1958年10月8日放送分のテープが、所有していた彼の未亡人であるLorna Berleからカリフォルニア大学ロサンゼルス校（UCLA）へ寄贈され、この時点で、録画番組としては、現存する最古のカラービデオテープとなった。それは翌2024年4月30日に、UCLAのYouTubeチャンネルにて公開された。
- The Price Is Right（カラー、NBC、1958年10月8日）

前述のテープが寄贈された際に、該当番組の前に、この番組の終わりの部分が約75秒に渡り保存されていた。それまでは、この番組のNBCでの放映時代の保存は、白黒映像によるキネレコのみだった（番組自体は、1957年9月23日の放送からカラー化）。
- "An Evening with Fred Astaire"（カラー、NBC、1958年10月17日）

録画番組としては、前述の"Kraft Music Hall"に記録が抜かれるまでは、最古のカラービデオテープとされていた。俳優フレッド・アステアをホストにして送るミュージック&ダンス・バラエティ・ショー。1959年のエミー賞受賞番組。番組内では、自動車のスポンサーのスタジオ内撮影のカラーカメラ実写CMも入っている。
- The Dinah Shore Chevy Show（カラー、NBC、1958年 - 1963年）

番組自体は1956年10月5日開始である。1958年11月9日の放送分からの多数の放送分がカラービデオテープで保存されている。その中にはエラ・フィッツジェラルド、ビング・クロスビー、パット・ブーンらが番組のホステスであるダイナ・ショアと一緒にデュエットしている貴重な映像も残されている。
- The Steve Allen Plymouth Show（カラー、NBC、1959年11月16日・1960年1月11日）

前者はJack Kerouac, William Bendix, Frankie Laine そしてPam Garnerが出演。後者は、トニー・ベネットが出演している。
- Fred Astaire Special - ASTAIRE TIME（カラー、NBC、1960年9月21日）

前述の1958年版と同様、フレッド・アステアをホストにして送るミュージック&ダンス・バラエティ・ショーの1960年制作版。この回は、カウント・ベイシー楽団が出演している。
- ケネディ大統領の国葬（白黒、CBSなど、1963年）
- Chicago Report Midnight with Art Hellyer（白黒、ABC系列のWBKB-TV（現：WLS-TV）、1964年8月15日）[58]
- The Tonight Show（カラー、NBC、1964年8月24日・9月1日）[59][60]
- 東京オリンピック開会式（白黒、日米テレビ宇宙中継、NBCで保存されているNHKからの中継映像、1964年10月10日）
- The Bell Telephone Hour（カラー、NBC、1965年2月16日）[61]
- Len Johnson and the News（白黒、一部カラー、WGN-TV、1965年3月5日）[62]
- "ELVIS"（カラー、NBC、1968年12月3日）

通称「'68 Comeback Special」で、エルヴィス・プレスリーが劇的に復活した特番。ビデオ、DVDソフト化されている。
- "Please Open Before Christmas"（カラー、WFLD、1968年）[63]
- Face of Beauty（カラー、KCOP-TV、1969年1月5日収録）[64]
- Some of Our Best Friends（カラー、National Educational Television（現：公共放送サービス）、1969年3月10日）

黒人とユダヤ人のコミュニティから11人の男女が集まり、人種差別、反ユダヤ主義、そして互いをどう見ているかについての貴重で率直な対話が行われた番組。
- NCAA College Football - Michigan State vs. Iowa（カラー、ABC、1969年10月25日）[65]
- セサミストリート 第1回（カラー、National Educational Television（現：公共放送サービス）、1969年11月10日）[66]
- サンフェルナンド地震（カラー、1971年2月9日）[67]

ハリウッド·ビデオ·センターのエンジニアがその日の朝にKTLAからテレビアンテナ、またはチューナー経由で受信したのをVTRに録画したもの。
- Fahey Flynn Presents Seven's Greetings（カラー、WLS-TV、1972年）[68]
- BJ's Bunch "Time"（カラー、NBC系列のWNBC、1973年12月15日）[69]
- KTXL 10 O'Clock News（カラー、KTXL、1974年9月16日）[70]

### イギリス
- ブルー・ピーター（英語版）（白黒・カラー、BBC、1964年以降）

ギネス世界記録に登録されている世界最古の子供向けテレビ番組。カラー化は1970年9月14日以降であり、1974年6月24日までは、白黒と混合であった。

### フランス
- 星への道（白黒、Première chaîne de l'ORTF、1965年12月8日）[71]
- 子どもの島（カラー、Troisième chaîne couleur de l'ORTF、1974年9月17日）[72]

### ドイツ
- "Die Stadterhebung"（白黒、Bayerischer Rundfunk、1965年1月9日）[73]
- "Wie funktioniert Fernsehen?"（白黒、Radio Bremen、1965年9月23日）[74]

### 日本

#### 〜昭和39年（1964年）
- 第13回芸術祭参加ドラマ「サンヨーテレビ劇場『私は貝になりたい』」（白黒、KRテレビ（現：TBSテレビ）、1958年10月31日、同芸術祭賞を受賞）[75]
- 第13回芸術祭参加ドラマ「東芝日曜劇場『マンモスタワー』」（白黒、KRテレビ、1958年11月16日、同芸術祭奨励賞を受賞）[75]
- 皇太子明仁親王（明仁上皇）成婚パレード（白黒、日本テレビ、1959年4月10日）
- 舞踊『京鹿子娘道成寺』（カラー、NHK、1960年9月10日、NHKカラー本放送開始記念番組）[76]
- 自民・社会・民社3党首立会演説会（白黒、NHK、1960年10月12日、浅沼稲次郎暗殺事件）
- 第15回芸術祭参加ドラマ「夜の十時劇場『青春の深き渕より』」（白黒、関西テレビ、1960年11月26日、同芸術祭賞を受賞）[75]
- TBS創立10周年記念番組『モダン・ジャズ・カルテット・コンサート』（白黒、TBS、1961年5月7日）[77][78]
- 第3次NHKイタリア歌劇団公演（白黒、NHK、1961年9月 - 11月、東京文化会館落成記念公演）
- 第16回芸術祭参加ドラマ『荒野』（カラー、日本テレビ、1961年11月2日）[注 4]
- 第16回芸術祭参加ドラマ「ナショナル日曜観劇会『釜ヶ崎』」（白黒、朝日放送、1961年11月5日、同芸術祭賞を受賞）[75]
- 第16回芸術祭参加ドラマ「東芝日曜劇場『すりかえ』」（白黒、TBS、1961年11月26日、同芸術祭奨励賞を受賞）[75]
- フランク・シナトラ・ショー 〜赤坂・ミカド〜（白黒、TBS、1962年4月28日・5月12日放送、赤坂のキャバレー・ミカドで公演したショーを収録）[78][79]
- プロボクシング・世界フライ級タイトルマッチ「ポーン・キングピッチ 対 ファイティング原田戦」（白黒、フジテレビ、1962年10月10日、蔵前国技館からの中継）
- 第17回芸術祭参加ドラマ『汽車は夜9時に着く』（白黒、NHK名古屋放送局、1962年11月6日、同芸術祭奨励賞を受賞）[75]
- 桂文楽、三遊亭圓生、林家正蔵などの落語高座映像（白黒・カラー、TBS、1962年 - ）

『落語研究会』の模様やTBSテレビ「日曜寄席」で放送したもの。1970年11月頃よりカラー収録に。
1966年、柳家小さん、立川談志、柳家さん治（現：小三治）の3人が演じた蒟蒻問答の映像もある。
- セルニヤスモンク（セロニアス・モンク）ショー（白黒、TBS、1963年6月9日）[78][80]
- 東芝日曜劇場『明治の女』（白黒、TBS、1963年7月7日）
- キャノンボール（キャノンボール・アダレイ）・イン・トーキョー（白黒、TBS、1963年7月14日・8月4日）[78][81]
- プロボクシング・世界フライ級タイトルマッチ「ポーン・キングピッチ 対 海老原博幸戦」（白黒、フジテレビ、1963年9月18日、東京体育館からの中継）
- プロボクシング・バンタム級ノンタイトル戦「ファイティング原田 対 ジョー・メデル」（白黒、フジテレビ、1963年9月26日）
- サミー・デイビス・ジュニア（Jr.）・ショー（白黒、TBS、1963年10月6日、東京・産経ホールにて収録）[78][82]
- 第18回芸術祭参加ドラマ『天からもらった場所で』（白黒、NHK、1963年10月18日）
- 第18回芸術祭参加ドラマ「近鉄金曜劇場『正塚の婆さん』」（白黒、TBS、1963年10月25日、同芸術祭奨励賞を受賞）[75]
- 第4次NHKイタリア歌劇団公演（白黒、NHK、1963年10月 - 11月）
- 日米テレビ宇宙中継（白黒、NHK、1963年11月23日、ケネディ大統領暗殺事件）
- プロレスリング・インターナショナルヘビー級選手権「力道山[83]対デストロイヤー」（白黒、日本テレビ、1963年12月2日）
- お好み新喜劇 「初代桂春団治」（白黒、NHK、1964年1月9日）
- アニタ・オデイ・コンサート（白黒、TBS、1964年2月2日）[78][84]

前年12月30日に、TBSのGスタジオにて収録。その時の音源は1985年に、ポリドールからアルバム「アニタ・オデイ・イン・トーキョー'63」としてLPにて発売された（品番：23MJ-3470）。
- 東芝日曜劇場『愛と死をみつめて』（同番組初の2週連続ドラマ）（白黒、TBS、1964年4月12日・19日）
- 東京12チャンネル（現：テレビ東京）開局式典（白黒、1964年4月12日）
- 開局記念ドラマ『孤愁の岸〜宝暦治水始末記〜』（白黒、東京12チャンネル、1964年4月12日）
- ザ・ワールド・ミュージックショー『ハリー・ジェームス』（白黒、TBS、1964年6月21日）[78][86]
- 新潟地震（白黒、新潟放送、1964年6月16日）

被災した局舎屋上からの実況、および局舎の真横を流れる信濃川に日本海から遡上してきた津波を撮影した映像が残されている。津波の生放送及びVTRへの録画はこれが世界初である。同局の歴史を放送した特番では、2008年12月23日の同局のテレビ開局50周年の特番を始め、必ずと言ってよい程その映像が放送されており、新潟地震からちょうど60年経った2024年6月16日に同局で放送された特番、「BSN NEWS ゆうなびスペシャル 新潟地震60年『あの日の記憶 あすへの備え』」（BSN新潟放送公式YouTubeサイト「BSN新潟 NEWS & LIVE」）でもその時の津波を含むビデオ映像が冒頭直後に放送されたが、この番組全編はその放送翌日にBSNの公式YouTubeサイトでアップされたと同時に、そのビデオ映像も局の公式サイトから初めてネット上で公開された。
- ジュリー・ロンドン・ショー（白黒、TBS、1964年6月21日）[78][87]
- 『コロムビア・ヒット・ショー』特別番組『キング・オブ・ジャズ「デューク・エリントン・ショー」』（白黒、TBS、1964年7月11日）[78][88]
- シャボン玉ホリデー（カラー、日本テレビ、1964年8月23日・1969年11月2日）

1964年8月23日放送「楽器で遊ぼう ピーナッツ」の一部（冒頭から最初のCMに入る前までの2分25秒分）と、1969年11月2日放送「ダンドリ大切ピーナッツ」（こちらは全編）がカラーVTRで現存しており、いずれも「クレージーキャッツ メモリアルBOX」で、レーザーディスク、VHSビデオテープ、DVDソフト化されている。
- 東京オリンピック開会式（NHK制作。NHK・日本テレビ・TBS・フジテレビはカラー、NETテレビ（現：テレビ朝日）は白黒。1964年10月10日）

なお、同年10月に開催された1964年東京オリンピックにおける映像の多くは日本の東京キー局でカラーまたは白黒で保存されている。
- エラ・フィッツジェラルド・ショー（白黒、TBS、1964年10月25日）[78][89]
- プロボクシング・バンタム級ノンタイトル戦「ファイティング原田 対 青木勝利」（白黒、1964年10月29日）
- 大河ドラマ 赤穂浪士 第47回（白黒、NHK、1964年11月22日）
- 第19回芸術祭参加ドラマ「東芝日曜劇場『父と子たち』」（白黒、CBCテレビ、1964年11月22日、同芸術祭賞を受賞）[75]

#### 昭和40〜44年（1965〜1969年）
- プロボクシング・世界バンタム級タイトルマッチ「エデル・ジョフレ 対 ファイティング原田戦」（白黒、東海テレビ、1965年5月18日、愛知県体育館からの中継）
- 東芝日曜劇場 シリーズ『女と味噌汁』全38話（白黒・カラー、TBS、1965年6月20日 - 1980年1月6日）
- 東芝日曜劇場 単発『時間ですよ』（白黒、TBS、1965年）
- WWA世界ヘビー級選手権「豊登vsデストロイヤー」（カラー、日本テレビ、1965年2月26日）
- おやじバンザイ（白黒、朝日放送、1965年9月15日）
- 若さとリズム（カラー、NHK）

第1回（1965年10月16日）・第5回（1965年11月20日）
- 源氏物語（白黒、毎日放送、1965年11月18日 - 1966年5月12日）[注 5]
- プロボクシング・世界バンタム級タイトルマッチ「ファイティング原田 対 アラン・ラドキン」（白黒、フジテレビ、1965年11月30日、日本武道館からの中継）
- 第16回NHK紅白歌合戦（カラー、NHK、1965年12月31日）

2インチVTRの映像としては、全160分中67分の現存が以前より確認されていた（キネコの映像は以前より全編の現存が確認されている）。なお、劣化による乱れあり、NHKアーカイブスの番組公開ライブラリーで視聴可能。その後2011年5月に、NHK局内ですべてを収録したカラー完全版がたまたま発見された。東京都墨田区のレトロエンタープライズの手でイギリスに持ち込まれ、イギリスでダビング作業が行われた。その後、日本国内でスプライス箇所などの修復がなされた後、HDCAMにダビングされNHKに納品された。
- 第3回新春ポピュラー歌手かくし芸大会（白黒、フジテレビ、1966年1月1日）
- 氷点（白黒、NETテレビ、1966年1月23日 - 4月17日）
- 若者たち（白黒、フジテレビ、1966年2月7日 - 9月30日）
- プロボクシング・世界バンタム級タイトルマッチ「ファイティング原田 対 エデル・ジョフレ戦」（白黒、フジテレビ、1966年5月30日、日本武道館からの中継）
- 東芝日曜劇場 シリーズ『春や春』（白黒、TBS、1966年 - ）
- デン助劇場（白黒、NETテレビ、1966年）
- ザ・ビートルズ日本公演（カラー、日本テレビ、1966年6月30日・7月1日 日本武道館にて収録）

ビートルズ関連の映像であるため、バップや東芝EMIよりビデオソフト化された。
- 伸びゆくABC（白黒、朝日放送、1966年7月1日、澤田隆治所有映像）

朝日放送の新局舎「ABCセンター」の完成を記念しての同局PR番組。作中では朝日放送アナウンサー（当時）の玉井孝がABCホール（2代目）から当時の人気番組『てなもんや三度笠』のリハーサル風景をリポートするシーンもある。
- 東芝日曜劇場 シリーズ『天国の父ちゃんこんにちは』（白黒・カラー、TBS、1966年 - 1978年）
- 味覚糖トップ・バラエティー（白黒、TBS、1966年）
- 東芝日曜劇場『海はこたえず』（白黒、北海道放送、1966年11月6日）
- 美空ひばり 歌は我がいのち（白黒、フジテレビ、1967年1月）
- プロレスリング・インターナショナルヘビー級選手権「ジャイアント馬場vsブルーノサンマルチノ」（カラー、日本テレビ、1967年3月7日）
- プロレスリング・「吉村道明、大木金太郎vsキラー・バディ・オースチン、ハンス・シュミット」（カラー、日本テレビ、1967年3月7日）
- 大阪国際フェスティバル「ワーグナー作曲 楽劇『トリスタンとイゾルデ』」（白黒、NHK、1967年4月）

ピエール・ブーレーズ指揮、NHK交響楽団他の演奏。指揮者ブーレーズが残した唯一の同曲演奏である。同年4月、大阪フェスティバルホールで収録。
- 土曜ひる席 第4回（白黒、NHK大阪放送局、1967年4月29日）

トークゲストに当時の阪神のエース・村山実を迎えたこの回は夢路いとし・喜味こいしら出演芸人が野球を題材とした漫才やコントを演じた。
- プロボクシング・世界ジュニアウェルター級タイトルマッチ「サンドロ・ロポポロvs藤猛」（カラー、TBS、1967年4月30日、蔵前国技館からの中継）[注 9]
- 日清ちびっこのどじまん・第2回日本一グランドチャンピオン大会（白黒、フジテレビ、1967年8月25日）[93]

この回は岐阜県関市の小学4年生・小野木久美子（現：かおりくみこ）がグランドチャンピオンに輝いた。
- 第5次NHKイタリア歌劇団公演（カラー、NHK、1967年9月）
- 芸能わらいえて 目で見る百年史（白黒、毎日放送、1967年9月）
- ハノイ 田英夫の証言（カラー、TBS、1967年10月30日）
- 第22回芸術祭参加ドラマ「東芝日曜劇場『わかれ』」（白黒、北海道放送、1967年11月19日、同芸術祭奨励賞を受賞）[94]
- プロボクシング・世界ジュニアウェルター級タイトルマッチ「藤猛vsウイリー・クワルトーア」（カラー、TBS、1967年11月16日、蔵前国技館からの中継）[注 9]
- プロレスリング・インターナショナルヘビー級選手権「ジャイアント馬場vsクラッシャー・リソワスキー」（カラー、日本テレビ、1967年12月6日）
- プロレスリング・ウインターシリーズ・セミファイナル「アントニオ猪木、吉村道明」vs「バロン・シクルナ、ビクター・リベラ」（カラー、日本テレビ、1967年12月6日）
- プロボクシング・世界ジュニアライト級タイトルマッチ「沼田義明vs小林弘」（カラー、TBS、1967年12月14日、蔵前国技館からの中継）[注 9]
- TBS歌のグランプリ（白黒・カラー、TBS、1967年 - 1971年）

ザ・タイガース、ザ・テンプターズ、ザ・スパイダース等の出演番組。番組開始の1967年4月4日 - 8月15日及び8月29日は白黒放送、1967年8月22日及び9月5日以降はカラー放送である。
- プロレスリング・インターナショナルヘビー級選手権『ジャイアント馬場vsクラッシャー・リソワスキー』（カラー、日本テレビ、1968年1月3日）
- プロボクシング・世界バンタム級タイトルマッチ「ファイティング原田vsライオネル・ローズ」（カラー、フジテレビ、1968年2月27日、日本武道館からの中継）
- プロレスリング・インターナショナル選手権『ジャイアント馬場vsディック・ザ・ブルーザー』（カラー、日本テレビ、1968年2月28日）
- JAPOP TOP10（白黒、東京12チャンネル、1968年4月1日）

ザ・フォーク・クルセダーズが「イムジン河」を歌唱。諸事情により放送中止（お蔵入り）となり、制度終了後の2005年にテレビ朝日『報道ステーション』で初公開された。
- 人に歴史あり（白黒・カラー、東京12チャンネル、1968年5月15日 - ）

放送初期からの回が数多く残されている。
- 報道特別番組「十勝沖地震被災地現地中継」（白黒、青森放送、1968年5月18日）[96]
- 美空ひばりショー ひばりはひばり（カラー、NETテレビ、1968年6月3日 - 9月30日）

NETテレビ番組初のスタジオカラーカメラ&カラーVTR録画番組である。
- プロレスリング・インターナショナル選手権『ジャイアント馬場vsボボ・ブラジル』（白黒、日本テレビ、1968年6月27日）
- コント55号の世界は笑う 第1回・最終回（カラー、フジテレビ、1968年7月13日・1970年3月28日）
- 芸能百選 歌舞伎「新皿屋舗月雨暈」（魚屋宗五郎）（カラー、NHK、1968年8月6日）[98]
- 競馬中継（カラー、フジテレビ・関西テレビ、1968年 - ）

2インチVTRのままで残っているのは1968年の日本ダービーが最古（それ以前の競走は白黒キネコにより保管）。この他八大競走はオークス以外が1969年以降、オークスは1970年以降の回が現存する。この他、京都3歳ステークス（1970年）、マイラーズカップ（1971年）、阪急杯（1971年）、牝馬東京タイムズ杯（1971年）、きさらぎ賞（1971年）、目黒記念（1971年）、NHK杯（1971年）ほか。
- 男はつらいよ 第1回・最終回（白黒、フジテレビ、1968年10月3日・1969年3月27日）
- メキシコシティオリンピック（カラー、1968年10月12日 - 27日）

男子マラソン、体操男子団体、男子サッカーなどの試合映像。
- 特別番組『川端康成氏を囲んで』（白黒、NHK、1968年10月18日）
- プロボクシング・世界ジュニアウェルター級タイトルマッチ「藤猛vsニコリノ・ローチェ」（カラー、TBS、1968年12月12日、蔵前国技館からの中継）[注 9]
- 第10回日本レコード大賞授賞発表音楽会（白黒、TBS、1968年12月21日）

TBSに現存する日本レコード大賞最古の映像。
- 日本レコード大賞10周年記念特番（カラー、TBS、1968年12月27日）

日本レコード大賞の傑作選などを放送する場合、第1回から第9回までの受賞歌手の歌唱シーンはこちらの映像が用いられている。
- 歌のグランドヒットショー（カラー、NET、1969年）

いしだあゆみが歌う「ブルー・ライト・ヨコハマ」のカラービデオが、テレビ朝日（旧：NET）で、同局開局50周年記念特番『50時間テレビ』内の『超大ヒット人気番組ぜ〜んぶ見せます!スペシャル』や、2025年3月にいしだが死去したニュースや話題に於いて放送された。
- プロボクシング・世界フェザー級タイトルマッチ「西城正三vsペドロ・ゴメス」（カラー、日本テレビ、1969年2月9日、日本武道館より中継）
- 夜のヒットスタジオ（フジテレビ、1969年2月24日（白黒）・7月28日（カラー））

前者では小川知子が事故死した元恋人・福澤幸雄の遺影を抱き『初恋のひと』を歌唱するものの途中で声が詰まり泣き崩れてしまうシーンが有名。
- プロレスリング・インターナショナル選手権「ジャイアント馬場vsザデストロイヤー」[注 14]（カラー、日本テレビ、1969年3月5日）
- プロレスリング「アントニオ猪木、大木金太郎vsネルソン・ロイヤル、ポールジョーンズ」（カラー、日本テレビ、1969年3月5日）
- ズバリ!当てましょう（カラー、フジテレビ、1969年3月29日）
- 第41回選抜高校野球大会・決勝「三重対堀越」（カラー、毎日放送、1969年4月6日）

1970年代の決勝戦（いずれもカラー）では第45回（横浜対広島商、1973年）、第47回（高知対東海大相模、1975年）、第51回（箕島対浪商、1979年）が毎日放送に残されている。
- プロボクシング・世界ジュニアライト級タイトルマッチ「小林弘vsアントニオ・アマヤ」（カラー、日本テレビ、1969年4月6日、蔵前国技館より中継）
- サンテレビジョン 開局の挨拶（カラー、サンテレビ、1969年5月1日）
- プロレスリング・ワールド大リーグ決勝戦『ジャイアント馬場vsボボ・ブラジル』、「アントニオ猪木vsクリス・マルコフ」（カラー、日本テレビ、1969年5月16日）
- 悪一代 最終回（カラー、朝日放送、1969年6月28日）
- キックボクシング チャンピオンカーニバル・東洋フライ級タイトルマッチ「沢村忠vsモンコントン・スイートクン（タイ）」（カラー、TBS、1969年6月28日、日本武道館で収録）

沢村が決め技の真空飛び膝蹴りでKO勝ち。その瞬間の実況担当のTBSアナウンサー（当時）・石川顕の「真空飛び膝蹴りーっ!!」の絶叫入り。
- 月火水木金金金 最終回（白黒、朝日放送、1969年7月10日）
- 特別番組『アポロ11号月着陸』（白黒、NHK、1969年7月21日）
- 特別番組『月に立つ宇宙飛行士』（白黒、NHK、1969年7月21日）
- プロレスリング・インターナショナルタッグ選手権「ディック・ザ・ブルーザー、クラッシャーリソワスキー」vs「ジャイアント馬場・アントニオ猪木」（カラー、日本テレビ、1969年8月13日）
- 青森市堤川の氾濫映像（白黒、青森放送、1969年8月24日）[99]
- なつかしの歌声（東京12チャンネル）
  - 白黒 - 1969年10月21日、12月16日、1970年1月13日、2月9日、2月17日
  - カラー - 1969年12月31日（「年忘れ大行進」）、1970年5月19日、9月8日、11月17日、1971年2月23日、10月30日、12月4日、12月31日（「年忘れ大行進」）
- プロレスリング・世界ヘビー級選手権「アントニオ猪木vsドリーファンクjr」（カラー、日本テレビ、1969年12月2日）
- プロレスリング・世界ヘビー級選手権「ジャイアント馬場vsドリーファンクjr」（カラー、日本テレビ、1969年12月3日）
- オールスター大行進・第11回日本レコード大賞（カラー、TBS、1969年12月31日）

日本レコード大賞は、この年から毎年TBSでビデオテープでの保存を行っている。

#### 昭和45〜49年（1970〜1974年）
- お笑いネットワーク（読売テレビ、1970年 - ）
- 歌うロマンスタジオ 第1回（カラー、フジテレビ、1970年1月1日、ゲスト：石原裕次郎・まき子[注 17]夫妻）
- フジテレビ今週のヒット速報（カラー、フジテレビ、1970年 - 1971年頃）

MC部分は生放送、出演歌手の歌唱部分は録画放送だったため、後者の映像についてはフジテレビに何本か現存するが、前者については全く現存しない。
- てなもんや一本槍・第98話「本能寺の変」（カラー、朝日放送、1970年2月15日）
- てなもんや二刀流・第1話「俺は素浪人」（カラー、朝日放送、1970年3月1日）
- 世紀の祭典'70春（カラー、フジテレビ、1970年3月5日）

作中ではザ・ドリフターズが同局の幼児向け番組『ママとあそぼう!ピンポンパン』をモチーフにしたコントを演じた流れで、当時大ヒットしていた「ドリフのズンドコ節」を歌唱した。
- プロレスリング「アントニオ猪木・大木金太郎・ミツヒライvsプリンスイヤウケア・ジムオズボーン・フィルロブレイ」（カラー、日本テレビ、1970年3月3日）
- 幕開く日本万国博（カラー、日本民間放送連盟、1970年3月14日）
- 世界はひとつ-日本万国博覧会開会式から-（カラー、NHK、1970年3月14日）[100]
- 第1回全国高等学校バレーボール選抜優勝大会決勝（カラー、フジテレビ、1970年3月29日）
- 勢揃い大爆笑エノケンを偲ぶ（白黒、TBS、1970年4月4日）
- 越路吹雪 日生劇場リサイタル'70（カラー、1970年5月3日）

実際にテレビ放送された作品なのか未放送なのかは不明だが、後年レーザーディスクやDVDのソフトとしてリリースされた。
- 芸能百選舞踊劇「達陀」（NHK教育、カラー、1970年5月14日）
- ぷりんす号乗っ取り事件（白黒、南海放送、1970年5月13日）

松山観光港での乗客の解放の映像。
- おんなの劇場『薪能』（カラー、フジテレビ、1970年6月19日 - 7月10日）
- テレビ爆笑10年史（カラー、フジテレビ、1970年7月14日）
- レディズ・チャレンジボウル（カラー、NETテレビ、1970年8月21日収録）

中山律子の女子プロボウリング公式戦初のパーフェクトゲーム。
- 万国びっくりショー（カラー、フジテレビ、1970年8月28日）
- ドラマ『豆腐屋の四季』 最終回（白黒、朝日放送、1970年1月8日）
- 東芝日曜劇場『五月の肌着』（カラー、CBCテレビ、1970年5月17日）
- 第25回芸術祭参加ドラマ「東芝日曜劇場『海のあく日』」（カラー、CBCテレビ、1970年6月28日、同芸術祭テレビ・ドラマ部門大賞を受賞）[94]
- だいこんの花 第1部（カラー、NETテレビ、1970年10月22日 - 12月24日）
- 放送音楽プロデューサー連盟懇親会・第1回 日本歌謡大賞受賞パーティー（カラー、1970年11月9日東京ヒルトンホテルで収録[101]、未放送）

厳密に言えば未放送のためテレビ番組とは言い難いが、後年、テレビ名場面集などの映像資料として用いられるケースが多い。
- 大河ドラマ 樅ノ木は残った 総集編（1970年12月30日、31日）
- 前武のおやじバンザイ（カラー、朝日放送、1971年2月10日）
- ドラマ『お荷物小荷物』最終回（カラー、朝日放送、1971年2月13日）
- 日曜日だョ!ドリフターズ!! 第1回（カラー、日本テレビ、1971年4月25日）
- 底ぬけ脱線ゲーム 8周年記念特集（カラー、日本テレビ、1971年6月3日）
- 特別番組『沖縄返還協定調印』（カラー、NHK、1971年6月17日）
- プロ野球「巨人vs阪神」（カラー、日本テレビ、1971年9月）
- ラグビー「日本vsイングランド」（カラー、1971年9月）
- 東芝日曜劇場『おりょう』（カラー、CBCテレビ、1971年9月26日）
- プロ野球日本シリーズ「巨人vs阪急」第3戦[注 21]・第5戦[注 22]（カラー、日本テレビ、1971年）

1970年代の日本シリーズ中継（いずれもカラー且つ日本一決定試合）では1973年（「巨人vs南海」第5戦、巨人日本シリーズ9連覇、日本テレビ）、1978年（「ヤクルトvs阪急」第7戦、ヤクルト初の日本一、フジテレビ）、1979年（「近鉄vs広島」第7戦、「江夏の21球」及び広島初の日本一、毎日放送）が各々の放送局に残されている。
- 8時だョ!全員集合（カラー、TBS）

第85回（1971年11月13日放送）以降のほぼ全ての回が保存されている。
- 輝け!第○回日本歌謡大賞（カラー、放送音楽プロデューサー連盟加盟4社（下記）の持ち回り制作、1971年（第2回） - 1993年（最終第24回）[注 25]の11月開催）

1978年（第9回）まで2インチVTRにて収録。それまでの制作担当局は、第2・6回が東京12チャンネル、第3・7回がフジテレビ、第4・8回が日本テレビ、第5・9回がNETテレビ→テレビ朝日。1979年以降はステレオ放送になった為、1インチVTRでの収録に切り替え。同年以降の担当局は、当該項目を参照。
- YTVサロン（カラー、読売テレビ、1971年12月25日）

1971年12月9日に収録か。三曲万歳などの映像。
- キユーピー・パンチヤングFUKUOKA（カラー、九州朝日放送、1971年or1972年?）

司会：長沢純。
- 初笑いうるとら寄席（カラー、TBS、1972年1月1日）

立川談志司会の大喜利、月の家円鏡との掛け合いや、ザ・ドリフターズの音楽コントに南沙織や西川きよしが大爆笑するシーンも見られる。
- 札幌オリンピック（カラー、NHK、1972年2月）
- 報道特別番組「横井陸軍軍曹帰る」（カラー、TBS、1972年2月2日）

日本テレビも中継映像を保存している。
- ニュース「連合赤軍事件人質救出作戦始まる」（カラー、NHK、1972年2月28日、あさま山荘事件）

フジテレビ・TBS・日本テレビも中継映像を保存している。
- 山陽新幹線岡山開業（カラー、山陽放送、1972年3月15日）
- 佐藤総理大臣所信表明（カラー、フジテレビ、1972年6月17日、佐藤栄作首相退陣会見）

NHKはカラーキネコのみであるが、フジテレビのみVTRで保存している。
- 日中共同声明発表〜北京からの衛星中継とスタジオ〜 「共同声明発表」「記者会見」（カラー、NHK、1972年9月29日、日中国交正常化）

テレビ朝日もVTRで保存している。
- プロボクシング・WBA世界フライ級タイトルマッチ「大場政夫vsチャチャイ・チオノイ（タイ）」（カラー、日本テレビ、1973年1月2日）

大場は12回KOで5度目の防衛に成功するも、同月25日に首都高速5号池袋線で自動車事故死（享年23）。
- ラブラブショー（カラー、フジテレビ、1973年4月22日）
- 真打ち登場（カラー、NHK、1973年4月 - 1974年3月）

全放送回ではないが断片的に現存している（1973年9月15日放送古今亭今輔「お婆さん三代姿」他数回）。
- 星空の散歩（カラー、NHK、1973年8月13日）[102]

- スター誕生!・100回記念特集（カラー、日本テレビ、1973年8月26日）

この回は通常のオーディションを休止し、森昌子、山口百恵、桜田淳子ら同番組出身歌手と阿久悠、中村泰士、都倉俊一ら審査員によるジョイントステージなど、いわゆる学芸会的なプログラムだった。また、根本美鶴代&増田啓子（後のピンク・レディー、1976年）や澁谷惠紀（現：渋谷哲平、1977年）、石野真子（同年、渋谷と同じ回）らが合格を果たした決戦大会の映像も何本か残されている。
- サンテレビボックス席「阪神vs中日」20回戦（カラー、サンテレビ、1973年8月30日）

阪神先発・江夏豊が延長11回裏、自らのサヨナラホームランによりノーヒットノーランを達成した試合。
- 第7次NHKイタリア歌劇団公演（カラー、NHK、1973年9月）[注 28]
- NHKコンサートホール「ブラームス作曲 交響曲第1番」（カラー、NHK、1973年9月27日放送）

ヴォルフガング・サヴァリッシュ指揮、NHK交響楽団の演奏。1973年6月23日、NHKホールの落成記念公演を収録。
- ステージ101 最終回（カラー、NHK、1974年3月31日）
- ニュースセンター9時（カラー、NHK、1974年4月1日）
- プロボクシング・WBC世界ライト級タイトルマッチ「ロドルフォ・ゴンザレス（メキシコ）vsガッツ石松」（カラー、日本テレビ、1974年4月11日）

ガッツが8回KOで初の世界王者奪取。
- 東海テレビ金曜ナイター「中日vs阪神」12回戦（カラー、東海テレビ、1974年6月28日）

9回裏に中日・高木守道が阪神・古沢憲司から逆転サヨナラ3ランを放った試合。
- 土曜劇場『アドベンチャーコメディ 夏の家族』（カラー、フジテレビ、1974年7月6日 - 9月27日）
- 象印スターものまね大合戦（カラー、NETテレビ→テレビ朝日、1974 - 1975年頃の数本及び1977年7月17日（最終回））

前者においては桜田淳子・山口百恵・森昌子の「花の中三トリオ」の揃い踏みや、アグネス・チャンのものまねをする当時アイドル歌手だった風吹ジュンの映像が現存する。
- 第1回広島平和音楽祭（カラー、広島テレビ[注 30]、1974年8月9日）

同音楽祭において美空ひばり歌唱による『一本の鉛筆』（作詞：松山善三、作曲：佐藤勝）が初披露された。
- 和朗亭（カラー、朝日放送、1974年7月6日 - 1976年3月27日）

一部の回が現存している。
- ぎんざNOW!（カラー、TBS、1974年10月・1977年5月など）

「しろうとコメディアン道場」において、前者は関根勤が、後者は小堺一機がグランドチャンピオンに輝いた回。また、番組末期の関根司会時代（1979年夏ごろ）に、当時10歳の荻野目洋子が在籍していた小学生アイドルトリオの「ミルク」がゲスト出演した回も現存する。
- プロ野球中継「中日vs大洋」最終26回戦[注 34]（カラー、CBCテレビ、1974年10月12日収録）

中日20年ぶり2度目のセ・リーグ優勝決定試合。CBCテレビは同試合の放映権を持っていなかったため、カラー中継車を出して中日優勝の瞬間をVTRで収録した。
- NTVプロ野球中継「巨人vs中日」ダブルヘッダー 25・最終26回戦（カラー、日本テレビ、1974年10月14日）

巨人・長嶋茂雄の現役最終試合。
- 金曜10時!うわさのチャンネル!!（カラー、日本テレビ、1974年11月1日）

日本テレビアナウンサー（当時）・徳光和夫がザ・デストロイヤーに4の字固めなどのプロレス技をかけられながら実況し最後に悶絶してしまう回として有名。
- 大相撲中継（NHK、カラー、1974年11月以降）

カラーキネコでは1966年11月以降現存する。1974年11月（九州場所）以降も一部現存しない日がある。
- 第4回・第8回ABCカップ・日米ゴルフ対抗戦（カラー、朝日放送、1974年12月1日・1978年11月12日）

朝日放送のネットチェンジ前後のため、前者ではTBSアナウンサー（当時）・石井智が、後者ではテレビ朝日アナウンサー（当時）・山崎正がラウンドレポーターを担当。

#### 昭和50年（1975年）〜
- 初詣!爆笑ヒットパレード（カラー、フジテレビ、1975年1月1日）

番組は1968年開始だが現存している最古の回は1975年（第8回）で、以降も欠落があるなど保存状態が良くない。
- 第53回全国高校サッカー選手権大会[注 36]・決勝「帝京対清水東」（カラー、日本テレビ・読売テレビほか民間放送40社共同制作、1975年1月8日）
- みんなの科学（カラー、NHK、1975年3月20日）

この日放送の『たのしい実験室 「バケツ鉱石ラジオ」』は、2012年4月28日にNHKデジタル教育テレビにて再放送されたことがある。
- 放送とあなた（NHK、1975年3月22日）
- 萩本欽一ショー・欽ちゃんのドンとやってみよう!（第1期） 第1回（カラー、フジテレビ、1975年4月5日）

香坂みゆき（当時12歳）の実質的なテレビデビュー作。
- アップダウンクイズ・600回記念クイズ天狗大会[注 37]（カラー、毎日放送、1975年4月6日）
- さようならザ・ピーナッツ（カラー、TBS、1975年4月13日）

同年を以て芸能界を引退したザ・ピーナッツ最後の出演テレビ番組。
- 全日本歌謡選手権（カラー、読売テレビ、1975年8月10日）

元オックスの野口ヒデト（現：真木ひでと）が10週勝ち抜きを達成した回。
- 第57回全国高校野球選手権大会・決勝「習志野対新居浜商」[注 39]（カラー、朝日放送、1975年8月24日）

決勝戦中継の映像はこの大会以降全ての大会分が朝日放送テレビに残されている。
- ミヤコ蝶々の夫婦善哉 最終回（カラー、朝日放送、1975年9月27日）
- ぴったし カン・カン 第1回（カラー、TBS、1975年10月7日）
- 火曜ワイドスペシャル『ドリフの昭和大爆進!〜笑いと唄の50年〜』（カラー、フジテレビ、1975年10月7日[注 40]）

『ドリフ大爆笑』の前身となる番組。
- NTVプロ野球中継「巨人vs広島」最終26回戦（カラー、日本テレビ、1975年10月15日）

広島セ・リーグ初優勝決定試合。
- お笑い頭の体操 最終回（カラー、TBS、1975年12月27日）
- ゆく年くる年（カラー、日本テレビ制作・全民放90社同時ネット[注 41]、1975年12月31日/1976年1月1日）

年またぎ間際の京都・梅小路蒸気機関車館からの生中継（担当：読売テレビ、近畿放送（現：KBS京都））において、庫内の蒸気機関車群の汽笛による「蛍の光」が山本直純の指揮により演奏された。
- 徹子の部屋（カラー、NETテレビ→テレビ朝日、1976年2月2日・1977年4月1日）

前者は記念すべき第1回（ゲスト：森繁久彌）、後者は局名変更初日に放送の特番『わが家の友だち10チャンネル・徹子のナマナマ10時間半』の枠内での生放送（ゲスト：三笠宮寬仁親王）。
- プロボクシング・WBA世界スーパーウェルター級タイトルマッチ「柳済斗（韓国）vs輪島功一」（カラー、フジテレビ、1976年2月17日）

輪島が15回KOで自身2度目の世界王者返り咲き。同試合中継の実況をフジテレビアナウンサー（当時）・逸見政孝が担当。
- 東京落語会〜第200回記念公演から〜（NHK、1976年2月13日収録、1976年2月29日放送）
- 格闘技世界一決定戦「アントニオ猪木vsモハメド・アリ」（カラー、NETテレビ、1976年6月26日）
- NETゴールデンナイター「大洋vs巨人」16回戦（カラー、NETテレビ、1976年7月23日）

巨人・王貞治の通算700号ホームラン達成試合（投手：鵜沢達雄）。
- プロボクシング・WBA世界ライトフライ級タイトルマッチ「ファン・ホセ・グスマン（ドミニカ共和国）vs具志堅用高」（カラー、TBS、1976年10月10日）

具志堅が7回KO勝ちで日本新記録（当時）となるプロ9戦目での最短世界王者奪取を達成。
これを含め、TBSが放送した具志堅の世界タイトルマッチ戦は全て、TBSにてビデオテープで保存されている。
- NETプロ野球中継「広島vs巨人」最終26回戦（カラー、NETテレビ・広島ホームテレビ共同制作、1976年10月16日）

巨人3年ぶり20回目、長嶋茂雄監督就任後初のセ・リーグ優勝決定試合。
- できるかな（カラー、NHK、1976年11月9日）

この日放送の回「はたらくくるま」が、放送文化基金賞（第4回児童・幼児向け番組部門奨励賞）を受賞したことから、NHKで放送用2インチビデオテープにて保存されることとなった。NHKが同テープにて残した同番組最古の映像である。同映像の最初の2分間のみは、NHKアーカイブスのサイトにて閲覧できる。NHKアーカイブスの番組公開ライブラリー、放送番組センターの放送ライブラリーでは全編閲覧可能。ビデオ、DVDソフトでも発売された。
- B円ヲ阻止セヨ! -もう一つの占領秘話-（カラー、フジテレビ、1977年2月5日）
- 火曜ワイドスペシャル『ドリフ大爆笑』 第1回（カラー、フジテレビ[注 48]、1977年2月8日）
- あゝ甲子園（カラー、朝日放送、1977年、澤田隆治所有映像）

澤田が演出した、全国高校野球選手権大会大会歌「栄冠は君に輝く」（作詞：加賀大介、作曲：古関裕而）を取り上げた回。加賀の妻の加賀道子、古関、それに同番組テーマ曲「君よ八月に熱くなれ」歌唱者の高岡健二が出演。
- びっくり日本新記録「第1回鳥人間コンテスト」（カラー、読売テレビ、1977年8月7日・14日）
- NTV土曜ナイター「巨人vsヤクルト」23回戦（カラー、日本テレビ、1977年9月3日）

巨人・王貞治の通算ホームラン世界新記録（756号、投手：鈴木康二朗）達成試合。
- スペシャルドラマ『鞍馬天狗の「家」』（カラー、朝日放送、1977年11月3日）

劇中劇ではあるが、同作が嵐寛寿郎が鞍馬天狗を演じた最後の作品となった。
- ひるのプレゼント「春一番!キャンディーズ」（カラー、NHK、1978年3月27日 - 31日）

同年4月4日のファイナルコンサート（後楽園球場）を控えたキャンディーズにとって最後に出演したNHKテレビの番組。
- ナショナルゴールデン劇場 敵か?味方か?3対3（カラー、テレビ朝日、1978年5月25日 - 7月6日）

薬師丸ひろ子の女優デビュー作。
- フジテレビ水曜ナイター「ヤクルトvs中日」最終26回戦（カラー、フジテレビ、1978年10月4日）

ヤクルトセ・リーグ初優勝決定試合。
- ABC SKY STUDIO おはよう朝日です 第1回（カラー、朝日放送、1979年4月2日）
- 沿線地図（カラー、TBS、1979年4月13日 - 7月20日）
- 第61回全国高等学校野球選手権大会・3回戦 箕島対星稜（カラー、NHK・朝日放送、1979年8月16日、箕島対星稜延長18回）[注 55]
- 所ジョージのドバドバ大爆弾（カラー、東京12チャンネル、1979年11月）

当時共に帝京高校3年生だった、現在のとんねるずが出場した回。

### 大韓民国
韓国は1980年12月1日からカラー本放送開始、それまでの放送波は白黒。
- 嶺南テレビ開国記念ショー（白黒、嶺南テレビ（現：大邱文化放送）、1970年）[110]
- 아씨 最終回（白黒、東洋放送、1971年1月9日）
- MBCニュース（白黒、MBC、1971年12月25日・1974年8月16日~8月19日）[111][112]

前者は大淵閣ホテル火災生中継映像。後者は1974年8月15日に在日韓国人の文世光に射殺された大韓民国（韓国）大統領・朴正煕夫人でファーストレディの陸英修関連（文世光事件）。
- 여로 第207回（白黒、KBS、1972年12月29日）
- 통일로 가는 대화（白黒、MBC、1972年7月4日）
- 나의 힛트송（白黒、東洋放送、1974年）[113]
- 여보 정선달（白黒、東洋放送、1974年）[114]
- 故 陸英修女史 国民葬（白黒、MBC、1974年8月19日）[115]
- KBS舞台『帰路（귀로）』（白黒、KBS、1975年6月24日）[116]
- 新年特集『1976년 인기가요 20』（白黒、MBC、1976年12月26日）[117]
- 古典ユーモア劇場（고전유머극장）（白黒、東洋放送、1977年2月20日）[118]
- 청실홍실 第1回（白黒、東洋放送、1977年4月2日）[119]
- 전우『5인의 사형수』（白黒、KBS、1977年5月14日）
- 토요일 토요일밤에 第367回（カラー、MBC、1977年5月14日）[120]

一時期日本で活躍していたチェルシア・チャン（陳秋霞）が「Graduation Tears（卒業の涙）」を歌唱するシーンがある。
- 伝説の故郷『느티고개』（カラー、KBS、1978年2月7日）[121]

一部白黒。劣化による色の退色、ノイズ有り。
- 秋夕特集劇『팔베개』（白黒、KBS、1978年9月17日）[122]
- 쇼쇼쇼 700回特集（カラー、東洋放送、1978年12月9日）
- 희망（白黒、KBS、1979年4月7日）[123]
- 6・25特集『레만湖에 지다』（カラー、KBS、1979年6月23日・24日）
- 6・25特集ドラマ『낯설은 골짜기』（白黒、KBS、1979年6月25日）[124]
- 放送の日特集『방송 1979』（カラー、KBS、1979年9月3日）[125]
- 刑事（형사） 第41回、第183回（白黒・カラー、東洋放送→KBS 2TV、1979年10月14日・1982年11月25日）[126][127]
- 故 朴正煕大統領 国葬（白黒、MBC、1979年11月3日）[128]
- 봄이 왔네（カラー、KBS、1980年3月3日）[129]

劣化による色の退色、ノイズ有り。
- 6・25特集ドラマ『殉教者（순교자）』 第1部 ・第2部（カラー、KBS、1980年6月25日・26日）[130][131]
- KBS舞台『人間の家族（인간가족）』 第1回（白黒、KBS、1980年9月20日）[132]

劣化によるノイズ有り。
- 大命 第1回 貊弓王子（맥궁왕자）（カラー、KBS、1981年1月5日）[133]
- 고향집（カラー、KBS、1981年2月5日）[134]
- 特集ドラマ『모닥불』（カラー、KBS、1981年12月17日）[135]

### 中華民国（台湾）
- 包青天（カラー、中華電視公司、1974年4月8日 - 11月3日）
- 聖劍千秋（カラー、台灣電視公司、1975年）
- 滿庭芳（カラー、台灣電視公司、1976年）
- 滿園春（カラー、台灣電視公司、1977年）
- 華視劇展 他是我兄弟（カラー、中華電視公司、1981年）[136]

### チェコ
- Zlatý slavík 1966（白黒、チェコスロバキア国営テレビ プラハ局、1967年2月18日）

チェコスロバキアのポップス歌手に与えられていたゴールデンナイチンゲール賞授賞式のライブ映像。1968年のチェコ事件後、行方が分かっていなかったVTRがプラハ市スミーホフにある市民会館の縁の下より発見された。テープはAmpex VR2000B（ドイツにあった機材をチェコに移送しレストアしたもの）によって再生され、2017年2月18日にチェコ国営テレビアートチャンネルで再放送された。

### ブラジル
- Beto Rockfeller（白黒、Rede tupi、1968年11月4日 - 1969年11月30日）
- Irmãos Coragem（白黒、Rede Globo（現：TV Globo）、1970年6月8日 - 1971年7月12日）[137]
- Faça Humor, Não Faça Guerra（白黒・カラー、Rede Globo（現：TV Globo）、1970年7月31日 - 1973年3月25日）
- Selva de Pedra（白黒、Rede Globo（現：TV Globo）、1972年4月10日 - 1973年1月23日）
- A Grande Família（白黒、Rede Globo（現：TV Globo）、1972年10月26日 - 1975年3月27日）
- Satiricom（白黒・カラー、Rede Globo（現：TV Globo）、1973年4月2日 - 1975年10月20日）
- Roberto Carlos Especial（カラー、Rede Globo（現：TV Globo）、1974年12月25日 ・1975年12月31日・1976年12月24日・1977年12月30日）[138]
- TV Ano 25 - Dez Anos de Sucesso（カラー、Rede Globo（現：TV Globo）、1975年10月10日 - 12月26日）
- PRAÇA DA ALEGRIA（カラー、TV Globo、1977年5月1日 - 1978年11月18日）
- MUSICAIS E SHOWS（カラー、TV Globo、1979年3月9日 - 1981年5月7日）